# 고마기촌
고마기촌(駒城村)은 야마나시현 기타코마군에 있던 촌이다. 현재의 호쿠토시에 해당한다.

## 역사
- 1875년 1월 - 고마군 2개 촌이 합병해 고마기촌이 성립하였다.
- 1878년 7월 22일 - 군구정촌편직법에 의해, 고마기촌은 기타코마군에 소속되었다.
- 1889년 7월 1일 - 정촌제 시행에 의해 고마기촌이 단독으로 지자체를 형성하였다.
- 1955년 7월 1일 - 호라이촌, 스가와라촌의 일부, 나가사카정의 일부와 합병해 하쿠슈정이 성립, 잔부는 무카와촌에 편입해, 동일 고마기촌은 폐지되었다.

## 참고문헌
- 角川日本地名大辞典 19 山梨県